# Xanthoparmelia nanoides
Xanthoparmelia nanoides är en lavart som beskrevs av Elix. Xanthoparmelia nanoides ingår i släktet Xanthoparmelia och familjen Parmeliaceae.   Inga underarter finns listade i Catalogue of Life.